# Alkotest
Alkotest (alko[hol] + test) je provjeravanje (mjerenje) prisutnosti (koncentracije) alkohola u izdahnutome zraku s pomoću posebne priručne naprave. Postoje klasični, digitalni i elektronički alkotestovi. Također mjerenje se može obaviti i medicinskim postupkom.
Temelji se na redukciji kalijeva dikromata u prisutnosti alkohola u trovalentni kromov spoj, koji se pojavljuje kao zeleni sloj. Na istoj se reakciji temelji i određivanje alkohola u krvi. Alkotestom prometna policija utvrđuje je li sudionik u prometu, najčešće vozač vozila, bio pod djelovanjem alkohola.
Prvi alkotest izumio je Robert Borkenstein godine 1954. Radi na principu kemijske oksidacije i fotometrije.